# Lac Manouane (sjö i Kanada, Mauricie)
Lac Manouane är en sjö i Kanada.   Den ligger i regionen Mauricie och provinsen Québec, i den sydöstra delen av landet, 270 km nordost om huvudstaden Ottawa. Lac Manouane ligger 405 meter över havet.
I omgivningarna runt Lac Manouane växer i huvudsak blandskog. Trakten runt Lac Manouane är nära nog obefolkad, med mindre än två invånare per kvadratkilometer.